# Paraclius angusticauda
Paraclius angusticauda är en tvåvingeart som beskrevs av Van Duzee 1933. Paraclius angusticauda ingår i släktet Paraclius och familjen styltflugor.
Artens utbredningsområde är Guatemala. Inga underarter finns listade i Catalogue of Life.